# 사무엘 폴손
사무엘 올로프 폴손(스웨덴어: Samuel Olof Påhlsson, 1977년 12월 17일 ~ )은 스웨덴의 은퇴한 아이스하키 선수로 포지션은 센터이다. 선수 경력 대부분을 내셔널 하키 리그(NHL)에서 보냈으며, 보스턴 브루인스, 애너하임 덕스, 시카고 블랙호크스, 콜럼버스 블루재키츠, 밴쿠버 커넉스에서 활동했다. 그는 NHL에서 통산 884경기에 출전했으며, 2007년에 애너하임 덕스 소속으로 스탠리 컵 우승을 달성했다.
스웨덴 국가대표로 활약하여 2006년 올림픽에서 금메달을 획득했으며, 세계 아이스하키 선수권 대회에서 은메달 1개, 동메달 1개 획득했다.